# Congénies
 (septembre 2011).
Si vous disposez d'ouvrages ou d'articles de référence ou si vous connaissez des sites web de qualité traitant du thème abordé ici, merci de compléter l'article en donnant les références utiles à sa vérifiabilité et en les liant à la section « Notes et références ».
Congénies est une commune française située dans le sud du département du Gard, en région Occitanie.
Exposée à un climat méditerranéen, elle est drainée par le Lissac et par divers autres petits cours d'eau.
Congénies est une commune rurale qui compte 1 628 habitants en 2022, après avoir connu une forte hausse de la population depuis 1968. Elle fait partie de l'aire d'attraction de Nîmes. Ses habitants sont appelés les Congénois ou  Congénoises.

## Géographie

### Localisation

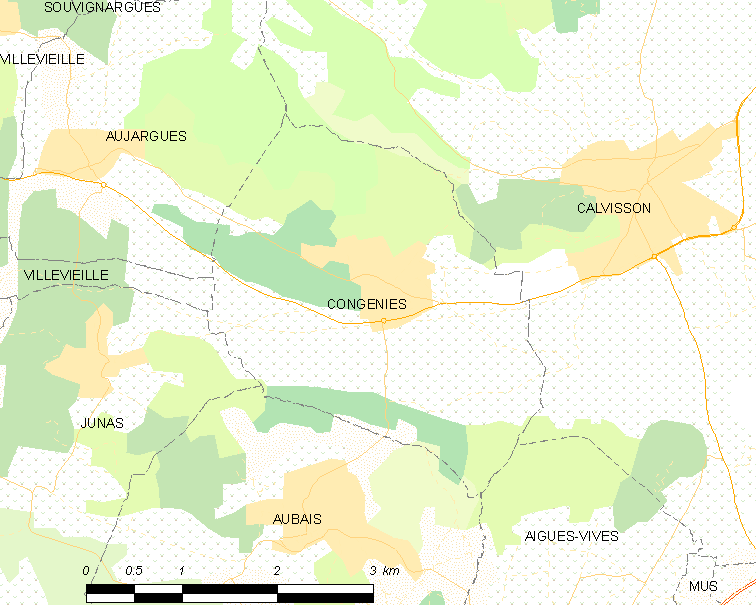
Congénies et les communes environnantes.

Jouissant d'une position géographique privilégiée dans le terroir vaunageol, au pied de plusieurs collines surplombant le village d'une soixantaine de mètres, disposant d'une longue plaine  étroite particulièrement fertile (cultures traditionnelles de la vigne, du blé et de l'olivier), le village de Congénies se situe à 7 km à l'est de la cité médiévale de Sommières, à 20 km de Nîmes et à 40 km du pied des Cévennes. La ville de Montpellier, centre universitaire important, est à 35 km au sud-ouest de Congénies.
Les communes de Villevieille, Aujargues, Calvisson, Aigues-Vives, Aubais et Junas sont limitrophes de la commune de Congénies.

### Hydrographie et relief
Congénies est située dans la région naturelle de la Vaunage, une combe creusée par l'érosion dans un plateau karstique. Cette cuvette presque fermée sur elle-même conserve de nombreuses collines et Congénies, située sur la bordure ouest de la Vaunage, en est entourée. Les alluvions fertiles de la Vaunage et son abondante irrigation naturelle ont permis depuis des millénaires d'y cultiver céréales et légumes, valant à cette région le surnom de « petite Canaan » par analogie avec ce pays biblique « où coulent le lait et le miel ».
Le village de Congénies est situé à une altitude comprise entre 65  et   80 mètres. Le point culminant, la Devèze, une colline situé au nord du village atteint 145 mètres. Le point le plus bas, situé sur la limite sud-est de la commune est à 45 mètres.
Du point de vue hydrographique, Congénies est partagée entre les bassins de deux petits cours d'eau :
- à l'ouest, le bassin du Vidourle avec « le Lissac » ou « Rieu d'Aubais », ruisseau de 6,2 km qui prend sa source à Congénies, et circule sur les communes de Congénies, Junas, Aubais , et son affluent le Valat de Rouveyrenque, ruisseau de 1,1 km qui coule sur la seule commune de Congénies ;
- à l'est, le bassin du Vistre, dont l'un des principaux affluents, le Rhôny, traverse la Vaunage du nord au sud : à Congénies se trouvent les ruisseaux de Fontvieille, Tourel et Sintignières qui forment dans la plaine le ruisseau de Fontanès qui coule vers l'est en direction de Livières à Calvisson jusqu'à se jeter dans le ruisseau de Calvisson (l'Escattes), qui coule lui-même vers le sud jusqu'à son confluent avec le Rhôny. Le ruisseau de Fontanès a, quant à lui, pour affluents le Valat de Saintignères qui passe à l'est du village et le ruisseau de Tourelle qui passe en son centre.

La modestie de ces cours d'eau explique que Congénies n'ait jamais disposé de moulin à eau au contraire de nombreuses autres communes de la Vaunage, mais seulement d'un moulin à vent, le « Moulin Domergue-Bernard », dont la tour subsiste sur le Puech de la Fontaine, colline toute proche du centre village et qui culmine à 114 mètres.

### Climat
Pour des articles plus généraux, voir Climat de l'Occitanie et Climat du Gard.
En 2010, le climat de la commune est de type climat méditerranéen franc, selon une étude s'appuyant sur une série de données couvrant la période 1971-2000. En 2020, Météo-France publie une typologie des climats de la France métropolitaine dans laquelle la commune est exposée à un climat méditerranéen et est dans la région climatique Provence, Languedoc-Roussillon, caractérisée par une pluviométrie faible en été, un très bon ensoleillement (2 600 h/an), un été chaud (21,5 °C), un air très sec en été, sec en toutes saisons, des vents forts (fréquence de 40 à 50 % de vents > 5 m/s) et peu de brouillards.
Pour la période 1971-2000, la température annuelle moyenne est de 14,2 °C, avec une amplitude thermique annuelle de 17,2 °C. Le cumul annuel moyen de précipitations est de 774 mm, avec 6,3 jours de précipitations en janvier et 2,9 jours en juillet. Pour la période 1991-2020, la température moyenne annuelle observée sur la station météorologique la plus proche, située sur la commune de Villevieille à 5 km à vol d'oiseau, est de 14,8 °C et le cumul annuel moyen de précipitations est de 761,1 mm,. Pour l'avenir, les paramètres climatiques de la commune estimés pour 2050 selon différents scénarios d'émission de gaz à effet de serre sont consultables sur un site dédié publié par Météo-France en novembre 2022.

#### Phénomènes météorologiques extrêmes
- Neige :
  - hiver 1962-1963 : l'autorail fut, par moments, le seul moyen pour les Vaunageols de d'atteindre Nîmes à cause des nombreuses chutes de neige et du verglas.
  - 4 et 5 novembre 1980 : chute de neige la plus précoce depuis le début des relevés officiels (des chutes de neige sont signalées à la fin du mois d'octobre selon certaines chroniques du XVIIIe siècle) ;
  - 24 mars 2008 : au petit matin, averse de neige donnant de 0,5 à 1 cm de poudreuse au sol qui a résisté quelques heures par une température largement négative ayant endommagé les arbres fruitiers. (chute de neige la plus tardive : un 12 avril)
  - nuit du 7 au 8 mars 2010 : tempête de neige accompagnée d'orages, ayant laissé, au matin une couche de 18 à 30 cm selon les secteurs avec formation de congères, fait sans équivalent aussi tardivement depuis au moins 70 ans.
- Froid et gel :
  - février 1956 (que seul celui de 1709 semble avoir battu) : températures descendant à −20 °C,voire moins encore dans les creux de la plaine, gel de tous les oliviers et de certaines vignes, gel des canalisations
  - hiver 1985/1986 : -14° intra-muros et gel de certains grenadiers ce qui ne s'était pas produit depuis 1956 ou l'hiver 1962/1963
  - février 2012 : deux semaines de gel sans dégel l'après-midi, avec plusieurs épisodes à -8° à -12° ; gel de nombreuses plantes exotiques voire locales (certains lauriers à fleurs, jeunes oliviers ou encore orangers et palmiers !) et gel des canalisations.
- Orages et épisodes cévenols :
  - 8 septembre 1938 : orage de référence du type de celui du 3 octobre 1988 ; environ 320 mm à St Dionizy en Vaunage.
  - fin octobre 1977, environ 150 mm.
  - 3 octobre 1988 : 320 mm sur 8 heures (valeur record à ce jour[Quand ?]) ;
  - 8 et 9 septembre 2002 : 200 à 250 mm sur les collines avec des chutes d'amas de grêlons d'une grosseur inédite (4 à 8 cm) ;
  - 6 septembre 2005 : 226 mm, suivis de 146 mm supplémentaires le 8 septembre, sur des sols saturés ;
  - Nuit du 29 au 30 septembre 2007 : 232 mm enregistrés à Congénies; inondation sur toute la région de Sommières et de la Vaunage voisine.
  - 23 aout 2015 : 151 mm au cours d'un  violent orage l’après midi, valeur inédite pour un mois d'été.
  - 14 septembre 2021, environ 150 mm  accompagnés de vents tempêtueux; nombreux arbres abattus...États de catastrophe naturelle :
  - 6 septembre 2022, près de 150 mm en 3 heures.
  - Glissements de terrain différentiels consécutifs à la sécheresse et à la réhydratation des sols du 1er janvier au 31 décembre 2012
  - Inondations et coulées de boue : le 3 octobre 1988, du 19 au 21 octobre 1994, du 8 au 10 septembre 2002, 29 septembre et 10 octobre 2014, 14 septembre 2021,
  - Tempête du 6 au 10 novembre 1982.

### Voies de communication et transports

#### Axes ferroviaires
Congénies fut desservie par la ligne de chemin de fer Nîmes - Le Vigan de 1882 à 1970. La gare fut inaugurée le 30 octobre 1882 à l'occasion de la mise en service du tronçon ferroviaire Nîmes-Sommières et de celui de Sommières à Montpellier. Le 18 janvier 1970, malgré une forte mobilisation des élus locaux, notamment du maire de Congénies, Charles Bouet, également conseiller général du canton de Sommières, la ligne fut fermée au trafic voyageurs. Quelques trains de marchandises continuèrent la desserte du Vigan, via Congénies, jusqu'au 30 avril 1987. Des autorails panoramiques sillonnèrent la ligne de 1983 à 1987 à l’occasion d'ultimes voyages. Les inondations catastrophiques du 3 octobre 1988 ayant détruit plusieurs tronçons de la voie ferrée entre Caveirac et Nîmes, la ligne est définitivement déclassée et les rails sont déposés en 1994. Réseau Ferré de France vend l'emprise de l'ancienne ligne au conseil général du Gard en 2001. Il s'ensuit, de 2004 à 2006, l'aménagement d'une « voie verte » entre Caveirac et Sommières.

#### Axes routiers
Congénies est située sur un axe de communication routier est-ouest reliant Nîmes à Sommières qui dessert les principales localités de la Vaunage : Caveirac, Langlade, Saint-Dionisy, Nages, Congénies, Aujargues et Villevieille. Cette voie de circulation, un temps doublée par la voie ferrée (voir paragraphe précédent), a été créée en 1813 sous le nom de route départementale no 10, puis est devenue en 1891 le chemin vicinal de grande communication no 40, avant d'être finalement baptisée chemin départemental no 40 en 1938. En 1994 fut ouverte la déviation Congénies-Aujargues qui contourne ces deux villages par le sud et prend le nom de D40. L'axe central du village (constitué par l'avenue de la Malle-Poste prolongée par l'avenue des Quakers) devient alors la D40e.
La D40 dessert aujourd'hui des zones très urbanisées accueillant des populations effectuant beaucoup de déplacements quotidiens vers les agglomérations de Nîmes et Montpellier.; Malheureusement, l'aménagement encore incomplet de cette voie, notamment dans la traversée de Caveirac, en limite le débit et provoque des embouteillages.
En direction du nord, aucune voie importante ne permet de franchir le relief à partir de Congénies, l'antique chemin d'Alès n'ayant pas été mis en service.Il faut passer par Aujargues ou par Calvisson pour trouver un itinéraire carrossable. En direction du sud, la D249 offre un itinéraire qui devient rapidement tortueux par Aubais et Villetelle qui permet de franchir le Vidourle puis de rejoindre soit les axes de communication proches du littoral (Montpellier-Nîmes par l'autoroute A9 ou la RN113 via Lunel), soit de poursuivre vers le sud en direction Lunel et Aigues-Mortes, et les plages de le Grau de Roi, La Grande Motte.

#### Transports en commun
Un service de bus financé par le conseil général du Gard permet de relier Nîmes à Congénies en environ 45 minutes, neuf fois par jour.

## Urbanisme

### Typologie
Au 1er janvier 2024, Congénies est catégorisée bourg rural, selon la nouvelle grille communale de densité à sept niveaux définie par l'Insee en 2022.
Elle est située hors unité urbaine. Par ailleurs la commune fait partie de l'aire d'attraction de Nîmes, dont elle est une commune de la couronne,. Cette aire, qui regroupe 92 communes, est catégorisée dans les aires de 200 000 à moins de 700 000 habitants,.

### Occupation des sols
L'occupation des sols de la commune, telle qu'elle ressort de la base de données européenne d’occupation biophysique des sols Corine Land Cover (CLC), est marquée par l'importance des territoires agricoles (45,4 % en 2018), en diminution par rapport à 1990 (47 %). La répartition détaillée en 2018 est la suivante : 
cultures permanentes (42,6 %), forêts (25,2 %), milieux à végétation arbustive et/ou herbacée (19,4 %), zones urbanisées (10 %), zones agricoles hétérogènes (2,7 %). L'évolution de l’occupation des sols de la commune et de ses infrastructures peut être observée sur les différentes représentations cartographiques du territoire : la carte de Cassini (XVIIIe siècle), la carte d'état-major (1820-1866) et les cartes ou photos aériennes de l'IGN pour la période actuelle (1950 à aujourd'hui).

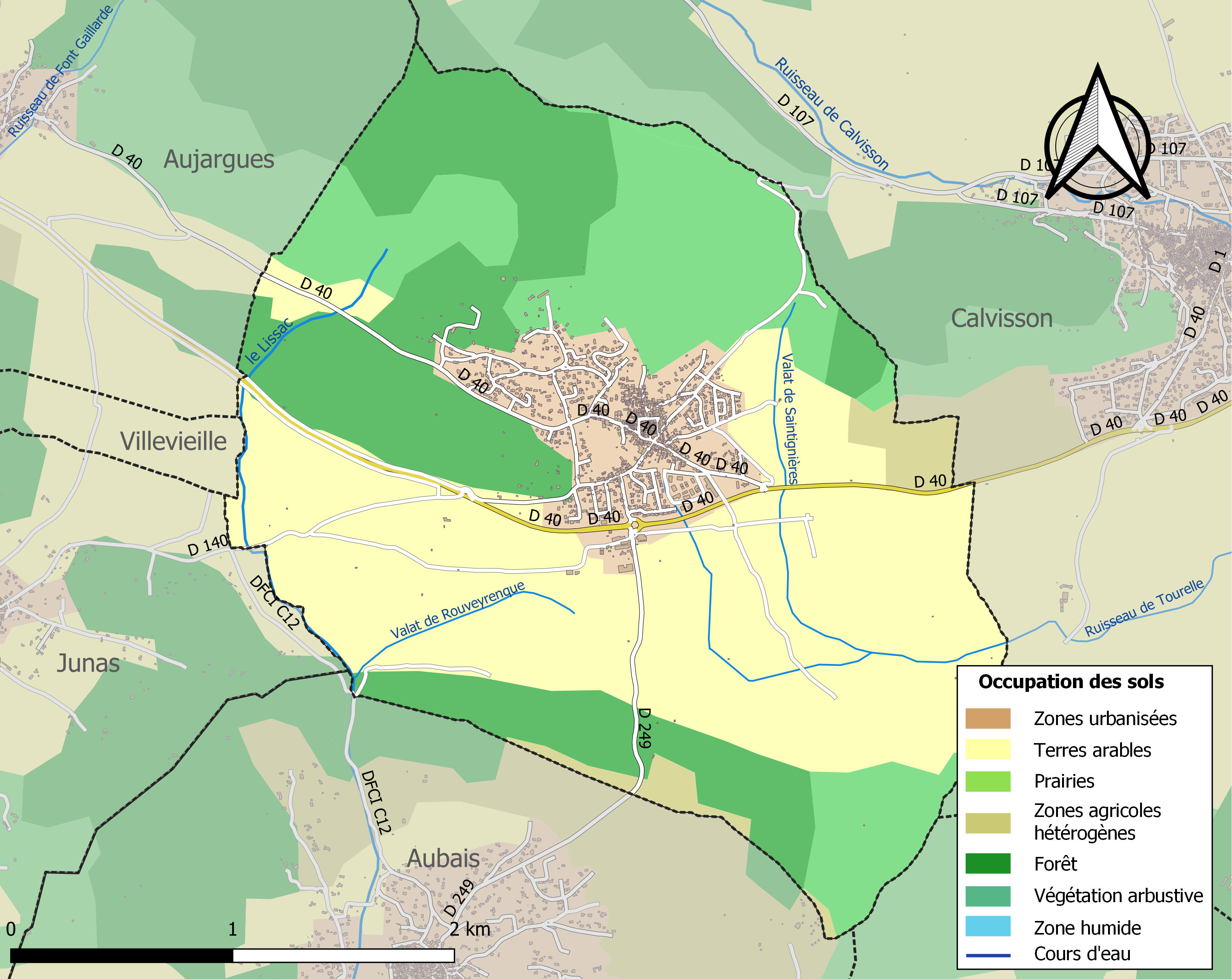
Carte des infrastructures et de l'occupation des sols de la commune en 2018 (CLC).

### Risques majeurs
Le territoire de la commune de Congénies est vulnérable à différents aléas naturels : météorologiques (tempête, orage, neige, grand froid, canicule ou sécheresse), inondations, feux de forêts et séisme (sismicité faible). Un site publié par le BRGM permet d'évaluer simplement et rapidement les risques d'un bien localisé soit par son adresse soit par le numéro de sa parcelle.
Certaines parties du territoire communal sont susceptibles d’être affectées par le risque d’inondation par débordement de cours d'eau, notamment La commune a été reconnue en état de catastrophe naturelle au titre des dommages causés par les inondations et coulées de boue survenues en 1982, 1988, 1994, 2002, 2014 et 2021,.

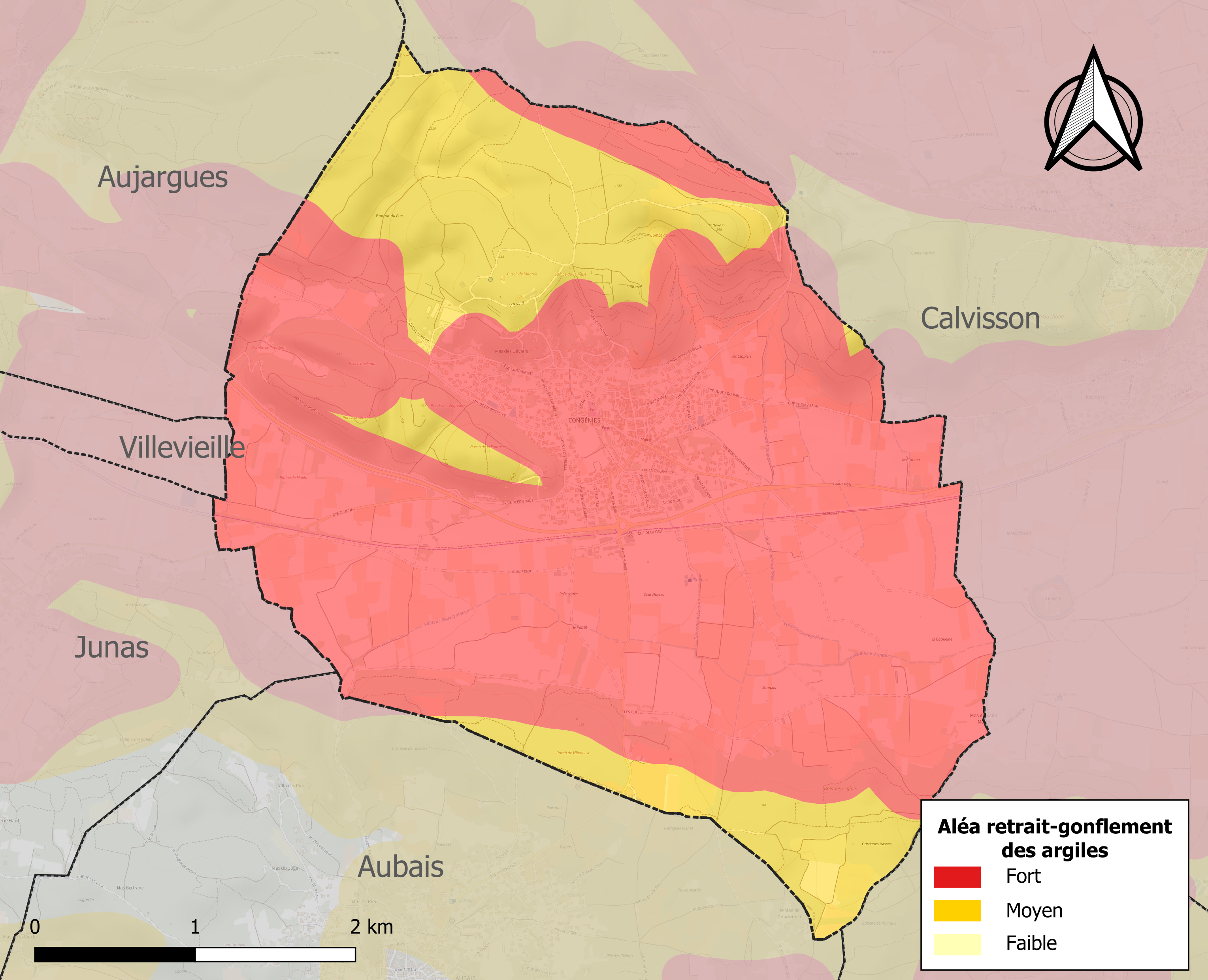
Carte des zones d'aléa retrait-gonflement des sols argileux de Congénies.

Le retrait-gonflement des sols argileux est susceptible d'engendrer des dommages importants aux bâtiments en cas d’alternance de périodes de sécheresse et de pluie. La totalité de la commune est en aléa moyen ou fort (67,5 % au niveau départemental et 48,5 % au niveau national). Sur les 725 bâtiments dénombrés sur la commune en 2019, 725 sont en aléa moyen ou fort, soit 100 %, à comparer aux 90 % au niveau départemental et 54 % au niveau national. Une cartographie de l'exposition du territoire national au retrait gonflement des sols argileux est disponible sur le site du BRGM,.
Par ailleurs, afin de mieux appréhender le risque d’affaissement de terrain, l'inventaire national des cavités souterraines permet de localiser celles situées sur la commune.

## Toponymie
Première mention connue dans le cartulaire de l'évêché de Nîmes : Villa Congenias en 926. Rotlannus de Congenias en 1095-1097. Congeniis pour Ecclesiam Sancte-Marie-de-Congeniis (Notre-Dame-de-Congénies) et ecclesiam Sancti-Andree-de-Congeniis (Saint-André-de-Congénies) dans la bulle du pape Adrien IV du 10 décembre 1156.
Occitan Coungènio, du roman Congenias, du bas latin Congeniæ,.
Le toponyme est peut-être issu d'un nom gaulois Congenna mais sans aucune certitude à ce jour[Quand ?][réf. nécessaire].
Ses habitants s'appellent les Congénois et Congénoises depuis le début des années 1990.

## Histoire

### Préhistoire et antiquité
La situation géographique de Congénies en a fait un lieu de passage et d'établissement humain depuis la préhistoire. La commune compte ainsi deux sites préhistoriques majeurs: au pied du Puech de la Fontaine (chasséen) environ 4000 av. J.-C. et la Peyra plantada, menhir situé en limite sud de la commune près de la route d'Aubais, qui s’enorgueillit d'être le plus ancien monument de la Vaunage, datant du chalcolithique, vers 2500 avant Jésus-Christ.
Du Ve siècle av. J.-C. jusqu’à la conquête romaine, Congénies est en plein territoire des Volques arécomiques, peuple celtique d'origine danubienne, qui contrôle un vaste territoire dans le Languedoc et dont Nemausus (Nîmes) est la capitale. Lors des travaux de la déviation Aujargues-Congénies, des vestiges dont une monnaie volque arécomique ont été découverts au Puech de Rode.
Le territoire passa sous la domination romaine entre 125 et 118 avant Jésus-Christ. De nombreuses découvertes archéologiques sur le territoire de Congénies montrent que l'activité était importante soit au pied des collines, où se trouve le village actuel, soit au bord de la voie de circulation préromaine de Nîmes à Lodève qui passait au sud du village.

### Moyen Âge
En 407, les Vandales ravagent Nîmes et sa région et en 412, le roi wisigoth Euric en prend facilement le contrôle. Le régime wisigoth est assez éclairé (les rois wisigoths sont les auteurs de nombreuses lois qui reprennent et prolongent le droit romain).
En 725, les Arabes prennent Nîmes et s’installent dans l’ancienne Septimanie. Ils en sont chassés par Pépin le Bref qui reprend Nîmes en 752, puis Narbonne en 759 après sept ans de siège. Pendant ces 40 années de domination musulmane, Narbonne avait été la capitale provinciale et les Sarrasins s'étaient fait accepter en pratiquant notamment le système du dhimmi, régime de tolérance religieuse envers les juifs et les chrétiens contre paiement d'une taxe.
La période franque (759-1300) est marquée par le développement des monastères - notamment l'Abbaye de Psalmody et sa filiale Saint-Saturnin de Nodels (entre Aimargues et Codognan) et l'abbatiale de Saint-Gilles - et des agglomérations vaunageoles dont les noms commencent apparaître sur les cartulaires. L'église Notre-Dame et Saint-André de Congénies, rattachée au diocèse de Nîmes, est ainsi mentionnée pour la première fois en 1156. La féodalité se développe et les châteaux sont nombreux en Vaunage. En 1096, le chevalier Roland de Congénies est mentionné comme témoin d'une restitution faite à la cathédrale de Nîmes. En 1163 et 1207, les nobles de Vaunage se rebellent contre le comte de Toulouse. Enfin, la seigneurie de Sommières prend de l'importance avec Bernard d'Anduze (1168 – 1223), seigneur de Sommières, qui marie son fils Pierre Bermond avec Constance, la fille du comte Raymond VI de Toulouse.
L'hérésie cathare atteint la Vaunage et Pierre de Bruis est le premier hérétique de la région à être brûlé, à Saint-Gilles en 1143. Au cours de la croisade contre les Albigeois (1208-1229), Pierre Bermond comme la plupart des membres de la Maison d'Anduze sont des soutiens actifs du Comte de Toulouse ; leurs terres, dont Sommières, seront confisquées et rattachées au domaine royal après la bataille de Taillebourg (1242).
En 1266, Congénies a curieusement deux paroisses et l'évêque de Nîmes décide de n'en garder qu'une. Le prieuré de Saint-André (mas Bresson) disparaît au profit de l'Église Notre-Dame.
En 1304, Philippe le Bel donne la seigneurie de Calvisson, érigée en baronnie, et une bonne partie de la Vaunage à Guillaume de Nogaret en remerciement de ses éminents services. Celui-ci exerce dès lors la haute justice sur Congénies, la basse justice restant aux mains du Seigneur d'Uzès. La personnalité de Guillaume de Nogaret est si marquante que, chose inhabituelle, l'une des cloches de l'église de Congénies, fondue en 1759, est baptisée du nom de sa famille ! Congénies comptait alors 83 feux. Un certain nombre de calamités s'abattent sur Congénies et la Vaunage dans les années qui suivent :
- Les impôts pour payer la libération de leur seigneur Raymond II de Nogaret, capturé par les Anglais en 1356.
- En 1348-1349, la peste noire atteint Congénies avec le reste du Languedoc, où elle fait sans doute mourir la moitié de la population. Elle sera de retour à Congénies en 1450-1451, en 1459, puis pendant fin XVe siècle et encore pendant le XVIe siècle[29].
- Les grandes compagnies qui ravagent si bien le pays qu’en 1367, le seigneur de Congénies et les habitants passent un accord pour construire des remparts[29].
- En 1421, la Vaunage est ravagée par les troupes du dauphin Charles, fils de Charles VI le fol, lors du siège de Sommières.
- En 1448, un fort séisme secoue toute la région[28].

### Époque moderne
Au XVIe siècle, la Réforme s’installe à Congénies. Dès 1560-1561, l’on estime qu’environ 80 % de la population est passée au protestantisme et les paroisses de la Vaunage sont déjà pourvues de pasteurs. Le pasteur genevois Pierre Viret consacre ainsi en 1561 au ministère pastoral Jean Rouger qui va desservir les paroisses de Congénies, de Clarensac, d'Aujargues et de Vergèze. Aucun temple n'est encore construit, et les cultes ont lieu en plein air à la belle saison ou dans des maisons privées. Au début de 1562, un synode général des églises réformées du Languedoc se tient à Nîmes avec 70 pasteurs.
Les premières violences éclatent la même année entre catholiques et protestants, à Beaucaire et à Saint-Gilles. Les protestants ont l'avantage et assoient leur autorité autour de Nîmes, mais c'est le début des guerres de religion. Congénies est en particulier touchée par la campagne du gouverneur du Languedoc, le maréchal de Damville, futur duc de Montmorency, d'abord en 1573 lorsqu'il prend une à une, pour le compte du roi, toutes les places fortes de la région, dont Calvisson et Sommières, puis en 1575 lorsqu'il répète exactement la même opération cette fois au service du parti réformé !
Le 13 avril 1598, Henri IV signe l’Édit de Nantes qui accorde la liberté de culte et ramène la paix après plusieurs décennies de guerre civile. À Congénies en 1663, un décompte officiel conduit par l'intendant de Bezons recense 500 protestants et 6 catholiques. Le clergé catholique profite de l’Édit de Nantes pour réintroduire le culte catholique à Calvisson et à Congénies. Le chapitre de Nîmes nomme le curé Prévost dans ces deux villages. Peu après l'assassinat d'Henri IV en 1610, la situation se tend à nouveau et, en 1616, l'église de Congénies est vandalisée. Louis XIII ayant envahi le Béarn en 1620 et durement frappé les chefs protestants locaux, les protestants du Languedoc s’arment et mettent à la tête de leurs troupes le duc de Rohan. L'armée de Louis XIII échoue d’abord devant Montauban, mais en 1622, l'armée royale prend le dessus, massacre les garnisons de Lunel et de Sommières, et prend Montpellier. En 1625 et en 1628, de nouvelles campagnes militaires ruinent la Vaunage. En novembre 1629, les villages dévastés par les troupes royales demandent une assistance financière puisque toutes les récoltes ont été perdues. Le consistoire protestant de Nîmes accorde alors 60 livres d’aide à Congénies. La paix d'Alès scelle la défaite du parti protestant et supprime les places de sûreté. Malgré ces violences qui marquent durablement les esprits, le début XVIIe siècle est une période de développement économique. Ainsi, de 1594 à 1659, à Congénies, si la superficie de vignoble de plaine (66 ha) ne bouge pas, celle du vignoble de garrigue est quasiment centuplée, passant de 0,4 ha à 33 ha.

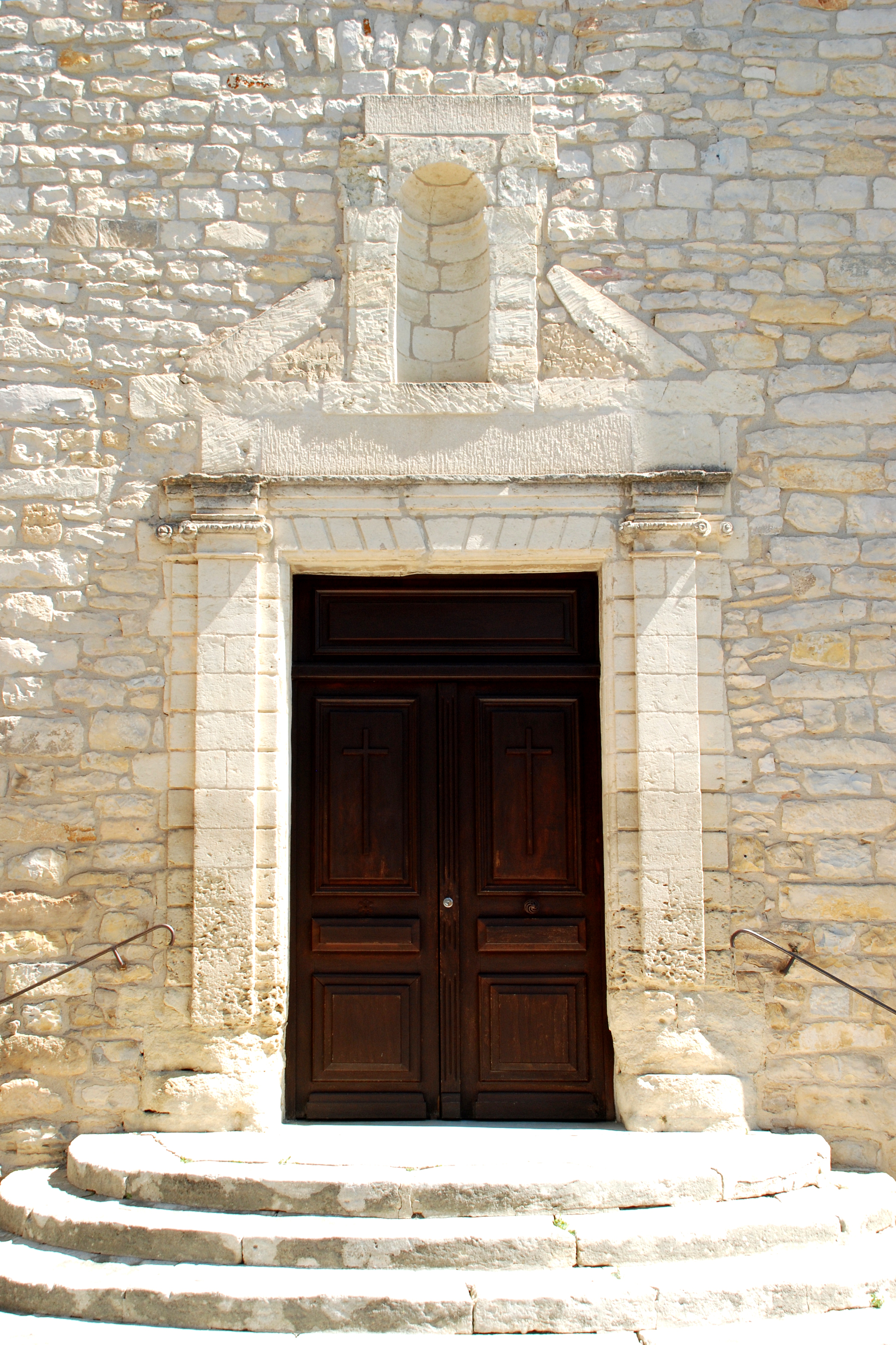
Le portail de l'église catholique, vestige de l'ancien temple protestant.

À partir de 1661, la politique française devient ouvertement répressive envers les protestants. À partir de 1679, on entre dans la période des persécutions ; les premières dragonnades ont lieu. Congénies sera touchée concrètement en 1685. Le temple protestant de Congénies avait été bâti à l'emplacement de l'actuelle place du Peyron. Un arrêt du Conseil d’État du 20 août 1685 interdit « pour toujours » l'exercice à Congénies de la religion réformée, et ordonne que le temple soit démoli, au motif de diverses contraventions commises contre les dispositions de l’Édit de Nantes. Cet arrêt est exécuté la même année. Simultanément l'église catholique qui avait été endommagée en 1616 et partiellement ruinée, puis restaurée en 1670, est agrandie à partir de 1686 pour pouvoir accueillir les « nouveaux convertis » : on lui ajoute deux travées et le portail du temple détruit est récupéré et lui est adjoint.
À partir de 1685, certains protestants émigrent clandestinement. Ce n’est pas la majorité à Congénies, et la plupart des habitants font le « minimum syndical » vis-à-vis de la religion catholique, mais manifestent leur mauvaise volonté de multiples manières : refus de participer à la messe, refus de l'extrême onction.. Il y a parfois aussi des réunions secrètes dans les maisons ou plus rarement des cultes clandestins en plein air ("au désert") à l'occasion du passage d'un prédicant. Les quelques prédicants qui osent braver les interdictions ont tôt fait d'être dénoncés. Le plus célèbre, qui a parcouru les Cévennes et la Vaunage, Claude Brousson, est arrêté à Oloron près de Pau en 1698 et exécuté. À la fin du XVIIe siècle, la communauté protestante est décapitée et désorientée, privée de ses pasteurs et de son élite.
Cette deuxième partie du XVIIe siècle est une période de crise économique. Ainsi l'arrêt de la croissance de la superficie du vignoble est très net à Congénies : de 1659 à 1674, les surfaces plantées en vigne ne progressent plus. Pire encore, certains propriétaires délaissent leurs domaines, ne pouvant payer leurs charges. En 1714, une grande enquête de l'Intendance révèle qu’après 1700, une partie des terrains défrichés cent ans plus tôt est à l'abandon. D'une économie de marché fondée sur la vigne, la région est revenue à une économie de subsistance.
Au XVIIIe siècle, plusieurs périodes se succèdent:
- Le "prophétisme" et la Guerre des Camisards : dans le vide laissé par la suppression de tous les pasteurs protestants, les "prophètes ou "inspirés" se disent porteurs d'un message divins et prennent ainsi la place des pasteurs absents. Un cas est documenté en 1701 non loin de Congénies, à Clarensac, où un nommé Gras, maçon de son état, commença à tenir des assemblées. Plusieurs de ses disciples furent arrêtés mais lui-même réussit à s'enfuir et à se réfugier pour l'étranger. De 1702 à 1704, c’est la phase la plus violente de la Guerre des Camisards qui touche largement la Vaunage (notamment : combats de Nages les 11 novembre 1703 et 16 avril 1704, séjour des Camisards au grand jour à Calvisson entre le 17 et le 27 mai 1704 pendant les tractations entre Jean Cavalier et le roi). Des habitants de Congénies ont participé ou prêté assistance aux menées des Camisards : deux ont été condamnés à ce titre : Astruc, meunier à Congénies, roué vif en octobre 1703 et Claude Vermeil, meunier, condamné aux galères à vie en octobre 1704[33]. Les « troubles » persistent sporadiquement jusqu’en 1710.
- Après 1710, la répression est moins forte, car les autorités craignent une nouvelle flambée de révolte. À cette époque se développe à Congénies un groupe de quakers locaux sans doute issu d'« inspirés » d'avant 1702, qui entre en contact avec les quakers anglais seulement à la fin du siècle. Les protestants vivent leur religion clandestinement, avec de temps en temps par une visite d'un pasteur itinérant. Ainsi, en 1735, les prédicants Paul Rabaut et Jean Pradel, sont surpris à Congénies par des soldats de la garnison de Calvisson, sans doute avertis par un espion. Ils s’enfuient dans la garrigue et passent la nuit, terrorisés, dans une capitelle (cabane en pierres sèches)[33]. Des assemblées du Désert se tiennent parfois en pleine nature, toujours avec le risque d'être surpris par les soldats. La période est toutefois plus pacifique que les précédentes et permet à l'agriculture et aux industries domestiques, de se remettre en marche à Congénies. Les principales récoltes sont le vin et l'huile. On fabrique aussi de l'eau de vie par distillation du vin, comme l'atteste le cahier de doléances de Congénies. Pour l'industrie, les travailleurs de la terre complètent souvent leurs revenus en pratiquant la fabrication de bas[33]. La population s’accroit notablement dans le deuxième moitié du XVIIIe siècle, Congénies dépasse les 700 habitants sous la Révolution[33].

### La Révolution et l’Empire à Congénies
Un document datant sans doute de 1788 décrit Congénies à la veille de la Révolution comme une communauté composée d'environ 120 feux, soit 500 personnes dont 60 catholiques et 440 protestants. Le cahier de doléances, assez bref, fut rédigé le 11 mars 1789 par un groupe de 26 personnes. Le curé de Congénies, Coste, signa le serment constitutionnel exigé par la constitution civile du clergé mais en y ajoutant de sa main des restrictions, ce qui fit qu'il fut considéré comme non-jureur et dut émigrer à Nice. À partir de septembre 1793, sous la Terreur, plusieurs Congénois sont incarcérés à Sommières mais tous sont libérés lorsque la Terreur prend fin. Un autre, Jean Brignoles, est jugé et heureusement acquitté par le tribunal révolutionnaire de Nîmes.
Napoléon fait rendre l'église de Congénies au culte catholique en 1800 et établit la paix religieuse dans le pays avec le concordat de 1802.
Sous Napoléon, la population masculine est touchée par la conscription, notamment les hommes nés en 1792, 1793 et 1794, donc des classes 1812, 1813 et 1814, années où Napoléon lève en France près de la moitié du total de ses 2 300 000 recrues. Ces conscrits participent notamment à la calamiteuse campagne de Russie.
La chute de l'Empire, après la nouvelle de la défaite de Waterloo, est marquée dans le Gard par la terreur blanche. Congénies et toute la Vaunage restent toutefois à l'écart de ces troubles.
Dès le 22 septembre 1789, le département du Gard avait été créé avec ses cantons, dont le canton de Calvisson auquel Congénies sera intégrée. En 1801, ce canton sera supprimé et Congénies sera dès lors rattachée au canton de Sommières.

### De la fin de l’Empire à 1914
Au début du XIXe siècle, la population reste pauvre. Les Congénois ont tous un deuxième métier leur permettant de vivre : ils sont tisserands, faiseurs de bas, tanneurs… La sériciculture fournit aussi de l’emploi à la maison : les enfants partagent parfois leur chambrée avec les feuilles de mûrier dont se repaissent les chenilles de bombyx et les parents exercent le tissage à la maison.
Depuis la deuxième moitié du XVIIIe siècle, la polyculture traditionnelle cède toutefois graduellement du terrain à la viticulture, culture d’un meilleur rapport. Les maréchaux-ferrants et certains cultivateurs adoptent le métier de tonnelier comme deuxième métier. Certains sont distillateurs.
Malgré les crises sanitaires (oïdium, aux alentours de 1850, phylloxéra à partir de 1870, et mildiou à la fin du siècle) l'activité reprend dans les années 1880 avec l'apparition du chemin de fer sur la commune qui permet d'accéder à de nouveaux et vastes marchés,  à plus forte raison à partir de 1882, date où une gare est ouverte à Congénies, marquant l'entrée du village dans la modernité. Les agronomes et les autorités poussent avec succès les agriculteurs à se spécialiser et à abandonner la polyculture traditionnelle. L'exode rural s'amorce à Congénies dès l'ouverture de la gare de chemin de fer.
Le coup d'État du 2 décembre 1851 provoqua un début d'insurrection dans le Gard, notamment parmi les protestants et les républicains. L'instituteur de Congénies, Samuel Jaulmes, démissionna en 1861 pour « ne pas devenir le mouchard de Napoléon III ».
Les institutions de la Troisième République confirment enfin le retour définitif à la démocratie à partir de 1870.
Bien que désormais presque tous propriétaires, les paysans ne se détachèrent pas rapidement des traditions communautaires. Ainsi, ils n’hésitent pas à descendre dans la rue aux côtés des grands propriétaires afin de défendre les intérêts de la vigne, comme lors des graves révoltes des vignerons de 1907. D’autre part, la fragmentation excessive des domaines et les difficultés accumulées imposent à beaucoup de familles le regroupement en caves coopératives. La cave coopérative de Congénies a été construite en 1932, et fermera en 1991.

### Époque contemporaine
Située sur la ligne de chemin de fer de Nîmes au Vigan-Larzac, Congénies ne restera pas totalement à l'écart des événements de la Deuxième Guerre mondiale. La Résistance fera sauter deux ponts sur le territoire de Congénies en 1944, celui de Lissac surplombant la route de Junas, et celui de Tourel situé à côté de la cave coopérative, afin d'empêcher un éventuel retour des forces d'occupations regroupées, pour la plupart, autour de Nîmes. Des chasseurs de l'aviation alliée mitrailleront également à plusieurs reprises quelques convois stationnés au niveau de la gare de marchandises (actuel complexe commercial « Côté Gare ») pour s'assurer qu’ils ne contenaient pas de munitions stockées par les Allemands.
Selon une information d'un site viticole, en 1979, la cave coopérative de Congénies regroupait 214 producteurs qui cultivaient 303 hectares de vignes, et la cave vinifiait 21 838 hectolitres de vins de table.

## Politique et administration

### Tendances politiques et résultats
Jusqu'au début du XXe siècle, la population de Congénies est à forte majorité protestante et vote, comme la grande majorité des protestants du Midi, à gauche, ou du moins en faveur des républicains contre la droite royaliste, puis nationaliste et catholique,qui fédère à nouveau contre elle le vote protestant à l'occasion de l'affaire Dreyfus (1906). Composée de beaucoup de petits propriétaires et de moins en moins fortement protestante, la population congénoise est tentée par le poujadisme en 1956.
Il est intéressant de noter que la vague "Front national" de ces dernières années n'annule pas complètement cette préférence pour la gauche, comme en témoigne par exemple le résultat des élections européennes de 2014 où l'on peut comparer les résultats de la commune et ceux du département : malgré la présence du Front National en tête avec 27 % des voix, la gauche reste au-dessus des pourcentages du département, tandis que la droite traditionnelle et le centre sont particulièrement faibles en comparaison :
| Tendance                                | Tête de liste        | %Voix Congénies | %Voix circonscription |
| --------------------------------------- | -------------------- | --------------- | --------------------- |
| Liste Front National                    | Louis Aliot          | 27,08 %         | 24,71 %               |
| Liste Union pour un Mouvement Populaire | Michèle Alliot-Marie | 8,65 %          | 18,51 %               |
| Liste Union de la Gauche                | Virginie Rozière     | 19,90 %         | 15,73 %               |
| Liste Europe-Ecologie-Les Verts         | José Bové            | 17,62 %         | 11,48 %               |
| Liste Union du Centre                   | Robert Rochefort     | 6,53 %          | 8,60 %                |
| Liste Front de Gauche                   | Jean-Luc Melenchon   | 9,30 %          | 8,57 %                |
| Liste Divers droite                     | Pascal Lesellier     | 1,79 %          | 3,12 %                |
| Liste Divers droite                     | Philippe Marty       | 0,82 %          | 0,92 %                |
| Liste Divers                            | Marie Jeanne Husset  | 1,63 %          | 0,87 %                |
| Liste Extrême gauche                    | Sandra Torremocha    | 0,33 %          | 0,86 %                |
| Liste Divers droite                     | Jean-Claude Martinez | 1,14 %          | 0,78 %                |
| Liste Divers                            | Francis Lenne        | 0,82 %          | 0,74 %                |
| Liste Extrême gauche                    | Philippe Poutou      | 0,49 %          | 0,54 %                |
| Liste Divers                            | Eric Mahuet          | 0,16 %          | 0,49 %                |

(Cette table ne mentionne pas 10 petites listes dont les résultats sont marginaux.)

### Manifestations culturelles et festivités

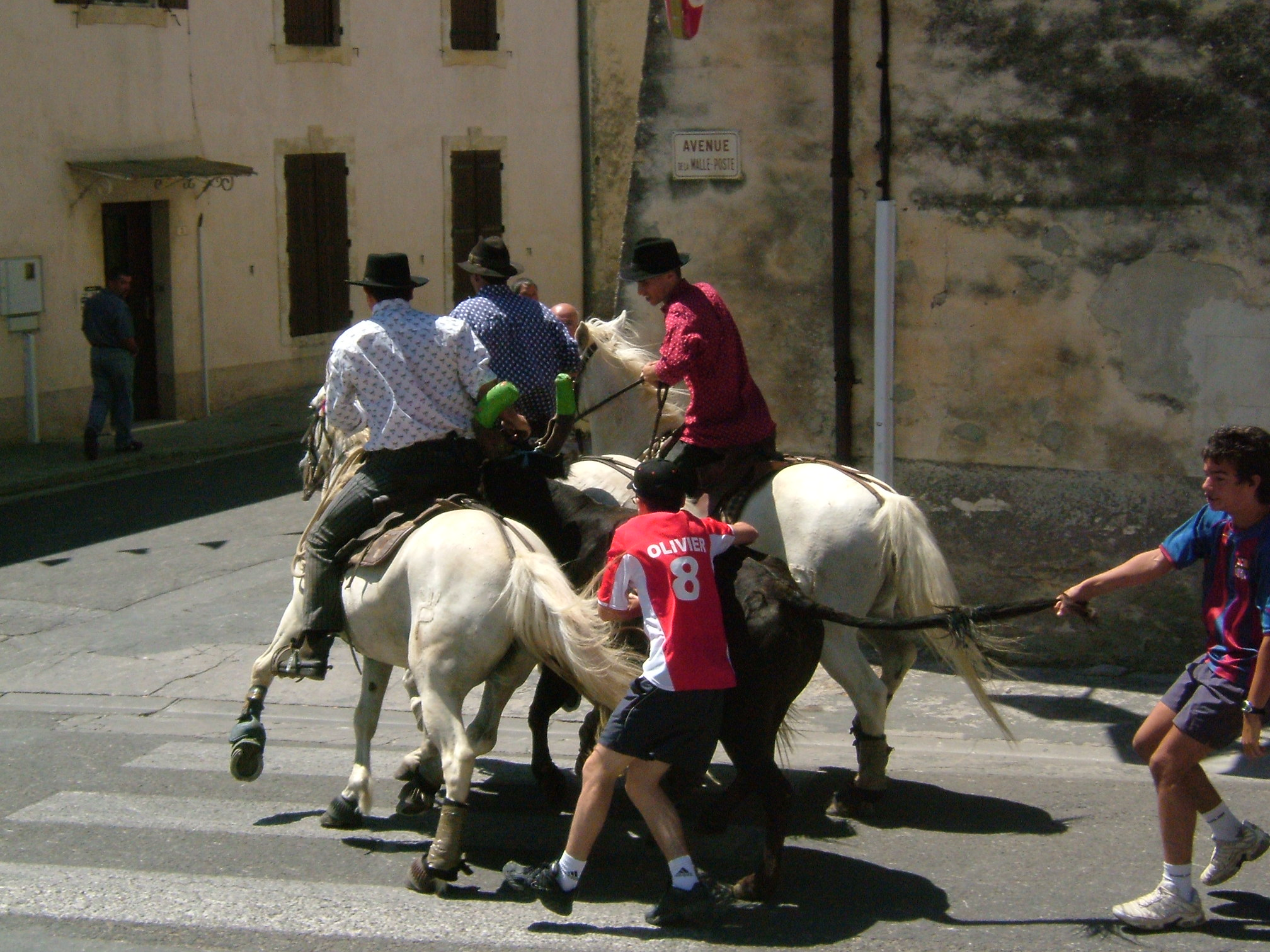
Une bandido, juillet 2007.

### Liste des maires
| Période                                  | Période | Identité          | Étiquette     | Qualité                                                                                         |
| ---------------------------------------- | ------- | ----------------- | ------------- | ----------------------------------------------------------------------------------------------- |
| 1932                                     | 1938    | Fernand Guerin    |               |                                                                                                 |
| 1945                                     | 1983    | Charles Bouët     | SFIO puis DVG | Conseiller général du canton de Sommières (1945-1985)                                           |
| 1983                                     | 2008    | Christian Valette | PS            | Conseiller général du Canton de Sommières depuis 1995 Vice-président du conseil général du Gard |
| 2008                                     | 2020    | Michel Febrer     | PS            | Fonctionnaire                                                                                   |
| Les données manquantes sont à compléter. |         |                   |               |                                                                                                 |

## Population et société

### Démographie
L'évolution du nombre d'habitants est connue à travers les recensements de la population effectués dans la commune depuis 1793. Pour les communes de moins de 10 000 habitants, une enquête de recensement portant sur toute la population est réalisée tous les cinq ans, les populations de référence des années intermédiaires étant quant à elles estimées par interpolation ou extrapolation. Pour la commune, le premier recensement exhaustif entrant dans le cadre du nouveau dispositif a été réalisé en 2005.

En 2022, la commune comptait 1 628 habitants, en évolution de −1,21 % par rapport à 2016 (Gard : +2,97 %, France hors Mayotte : +2,11 %).
| 1793 | 1800 | 1806 | 1821 | 1831 | 1836  | 1841  | 1846  | 1851  |
| ---- | ---- | ---- | ---- | ---- | ----- | ----- | ----- | ----- |
| 715  | 773  | 783  | 939  | 953  | 1 004 | 1 000 | 1 008 | 1 014 |

| 1856 | 1861 | 1866 | 1872 | 1876 | 1881 | 1886 | 1891 | 1896 |
| ---- | ---- | ---- | ---- | ---- | ---- | ---- | ---- | ---- |
| 961  | 930  | 915  | 883  | 774  | 682  | 686  | 687  | 711  |

| 1901 | 1906 | 1911 | 1921 | 1926 | 1931 | 1936 | 1946 | 1954 |
| ---- | ---- | ---- | ---- | ---- | ---- | ---- | ---- | ---- |
| 701  | 672  | 625  | 578  | 547  | 552  | 544  | 512  | 525  |

| 1962 | 1968 | 1975 | 1982 | 1990 | 1999  | 2005  | 2006  | 2010  |
| ---- | ---- | ---- | ---- | ---- | ----- | ----- | ----- | ----- |
| 505  | 473  | 496  | 596  | 903  | 1 072 | 1 446 | 1 467 | 1 564 |

| 2015  | 2020  | 2022  | - | - | - | - | - | - |
| ----- | ----- | ----- | - | - | - | - | - | - |
| 1 637 | 1 666 | 1 628 | - | - | - | - | - | - |

### Sports
La commune est dotée d'équipements sportifs très corrects au sein du splendide site naturel du Puech de Ninarde abritant les stades de foot, de tennis et le gymnase, sur les hauteurs au nord-ouest de la commune.
Congénies accueil depuis plus de 10 ans la première partie du « Trophée des 3 C », épreuve vétathlon désormais renommée en bas Languedoc, alliant course à pied et en VTT à travers les garrigues et pinèdes de la commune au début du mois de novembre.

### Cultes
Village extrêmement particulier puisque, malgré sa taille modeste, il comptait au XIXe siècle quatre lieux de culte appartenant à quatre communautés différentes : catholiques, protestants réformés, méthodistes, quakers. Cela lui a valu, notamment, le sobriquet de « sonna campana » (les sonneurs de cloches...).
Congénies conserve aujourd'hui :
- une communauté catholique, l'« Ensemble paroissial de Sommières & Calvisson », qui couvre Sommières et une bonne partie de la Vaunage, soit une quinzaine de localités, et assure en général au moins une messe hebdomadaire à Congénies ;
- une communauté protestante réformée, membre de l’Église protestante unie de France (communion luthérienne et réformée) qui assure deux cultes par mois à Congénies, en alternance avec les villages voisins d'Aubais, Calvisson et Nages-et-Solorgues. Cette paroisse fait partie du consistoire Vaunage-Vistrenque ;
- une communauté quaker autochtone s'est éteinte en 1905, mais la maison de réunion est restée entre les mains des quakers et a été achetée en 2003 par l'Assemblée des quakers de France. Elle a rouvert ses portes en 2004 pour le culte et, depuis l'automne 2007, pour des retraites et d'autres activités ;
- les méthodistes se réunissent aujourd'hui à Codognan depuis la démolition de leur chapelle en 1968.

## Culture locale et patrimoine

### Édifices civils

#### Menhir de laPèira Plantadaet patrimoine archéologique
La "pierre plantée" (aussi orthographiée Peyra Plantada dans cette zone tampon entre languedocien et provençal) se situe dans le quartier cadastral "Lou Fesc" sur le "chemin des oules". Voisin de celui beaucoup plus modeste du moulin d'Aubais, mais hélas fortement détérioré récemment par le passage d'une conduite de gaz (cassé!) - alors qu'il avait été relevé en 1984 notamment grâce à la persévérance de Maurice Aliger et de l'aérodrome de Nîmes-Courbessac, ce monument mégalithique du Chalcolithique daterait d'environ 2500-2300 av. J.-C (2500-2300 BC). D'une hauteur hors sol d'environ 2,40 m, il est enterré d'au moins 1 mètre dans le sol selon les mesures effectuées par le Dr Marignan de Marsillargues à la fin du XIXe siècle. La pierre tendre dans laquelle il a été grossièrement taillé a dû être transportée sur plus d'un kilomètre depuis le sud-ouest de son emplacement actuel. Les menhirs en plaine languedocienne sont rares et celui de Congénies, contrairement à celui de Nîmes classé MH dès 1933, ne bénéficie d'aucune mesure de protection. Il est pourtant reconnu et étudié par les préhistoriens et historiens depuis la fin du XIXe siècle[réf. nécessaire] tels que le docteur Marignan de Marsillargues, son "découvreur" dans les années 1880. Ce menhir comporte nombre de traces de gravures (sortes de croix dans des carrés, peut-être un signe ancien de christianisation) et des cupules qui ont fait l'objet de nombreuses études notamment par Pranishnikoff dans son inventaire exhaustif des monuments mégalithiques du Languedoc et de la Provence (documents conservés au Museon Arlaten d'Arles). La véritable destination de ces monuments est actuellement encore inconnue. Situé au carrefour d'ancien chemins fréquentés dès la Préhistoire, sur un petit col, il a pu servir, au cours des siècles, de borne de repère, voire de délimitation communale, avant l'élaboration du cadastre napoléonien. D'où une confusion longtemps entretenue pour savoir s'il « appartenait » à Aubais ou bien à Congénies. Le hasard des aménagements postérieurs de voirie a voulu que la limite entre les deux communes soit marquée par le chemin des Oules qui borde le menhir au sud dans le quartier des Garrigues Basses ; le menhir est donc bien situé sur la commune de Congénies, à quelques mètres du fameux chemin et à cheval sur deux parcelles comme l'atteste le cadastre communal.
Outre le menhir de la Peyra Plantada, le territoire communal recèle une multitude de sites archéologiques dignes d'intérêt depuis l'antique source de Fontvieille dont l'occupation est attestée dès le début du Néolithique (environ 4500 av. J.-C., ce qui en ferait le plus ancien site archéologique confirmant une présence humaine régulière en Vaunage), en passant les nombreuses petites exploitations agricoles gallo-romaines et romaines qui émaillent les contreforts des collines à proximité de l'ancienne voie romaine "Luteva" (joignant Nîmes à Lodève). Cette dernière arrivait à ce qui sera plus tard Congénies via Nages et le sud de Calvisson, entrant dans "le village" au niveau du CD 40, longeant l'actuel cimetière, empruntant l'actuel chemin de la Chicanette avant de rejoindre l'avenue de la Fontaine et de passer à la halte de la Font-Vieille, de rattraper la route de Junas avant de bifurquer sur la droite, juste avant l'ancien pont de chemin de fer de Lissac, sur « l'ancien Grand Chemin de Sommières et de vieille Toulouse » en direction de la cluse entre Junas et Aujargues (actuelle voie verte sur l'emprise de l'ancienne voie ferrée) en direction de Villevieille puis du pont romain de Sommières.

#### Les écoles et l’ancien hôtel de ville
La mairie et les écoles étaient installées depuis des siècles bien à l'étroit dans l'ancienne maison consulaire au sein du quartier médiéval du fort, dans la rue "vieille école". Aussi, en 1862, fut décidée l'édification d'une nouvelle mairie. Bâtiment imposant et luxueux pour une modeste commune d'alors 850 habitants, l'édifice est construit en dehors du village, sur le bord de la route de Sommières. Il est inauguré au cours d'une très grande fête, en mars 1867, et reçoit même un prix d'architecture soulignant l'esthétisme combiné au raffinement et à l'aspect rationnel de la nouvelle construction (il faut remarquer que la commune est en avance sur son temps… Ce type de bâtiment ayant surtout été édifié, en France, sous la IIIe République 15 à 20 ans plus tard…). La nouvelle « mairie-écoles » possède une grande façade monumentale présentant deux légers avant-corps qui abritaient, l'un l'école des filles, l'autre celle des garçons ; la mairie occupant le centre du bâtiment. L'ensemble est de style « néo-Louis XIII » avec alternance de briques rouges et de pierre de Mus jaune, au grain très fin. Les plans en avaient été établis par l'architecte départemental et diocésain Henri Antoine Révoil, également architecte des Monuments Historiques, qui a notamment mené de grandes restaurations (cathédrales de Nîmes et de Montpellier, amphithéâtre romain de Nîmes et théâtre d'Orange), dirigé la construction du temple d'Alès et la dernière phase de la construction de la nouvelle cathédrale de la Major à Marseille. Les caisses communales, vidées par ce projet très ambitieux (32 000 francs or de l'époque) auquel s'ajoutent l'installation de la nouvelle fontaine de la Bourse et la réparation de l'horloge de l'église, ne permettront jamais d'installer l'horloge et la cloche prévues dans l'oculus surmontant la façade. La subvention allouée à cet effet par la Préfecture n'arrivera pas en raison des évènements de 1870 ; puis la terrible crise du phylloxéra n'arrangera pas les finances communales...
En 1991, l'adjonction d'une véranda perturbe l'harmonie architecturale de la façade d'honneur de l'édifice côté route de Sommières. En 1995, la mairie déménage dans ses nouveaux locaux, au cœur du village, dans une ancienne demeure au niveau du carrefour stratégique de la « fontaine de la Bourse » et le bâtiment est dès lors entièrement consacré aux écoles.

#### L’ancienne gare et sa lampisterie
Située sur la ligne de Nîmes au Vigan puis Tournemire-Roquefort (Aveyron) par Sommières (actuelle Voie verte de la Vaunage Caveirac-Sommières), la gare de Congénies est inaugurée en 1882 ; elle ferme définitivement en 1987.
La gare est le poumon économique de Congénies jusqu’à la Deuxième Guerre mondiale. Après la guerre, le déclin de la ligne s'accentue : la plupart des liaisons vers Nîmes s'effectuent désormais en autorail, le fameux « Picasso » rouge et beige, même si, parfois, en période de forte affluence, quelques rares trains à vapeur continuent de circuler.
La concurrence de la voiture dans les années 1960, la vétusté générale des équipements obligeant les convois à rouler lentement (2 h 30 à 3 heures pour rejoindre Le Vigan…) auront finalement raison de la vieille ligne qui sera définitivement fermée aux voyageurs en janvier 1970. La ligne n'est dès lors quasiment plus entretenue. Les terribles inondations du 3 octobre 1988 entraînent la destruction totale de plusieurs tronçons de la voie entre Caveirac et Nîmes et mettent fin à tout espoir de conservation de la ligne qui, de fait, est rapidement déclassée.
Réseau ferré de France, gestionnaire des infrastructures ferroviaires de la SNCF depuis 1996, vend l'emprise de l'ancienne ligne au conseil général du Gard en 2001, qui décide de l'aménagement d'une agréable « voie verte » sur le tronçon Caveirac-Sommières entre 2004 et 2006, laquelle remporte dès sa création un vif succès, sous le nom de « Voie verte de la Vaunage ».

#### La fontaine de la Bourse

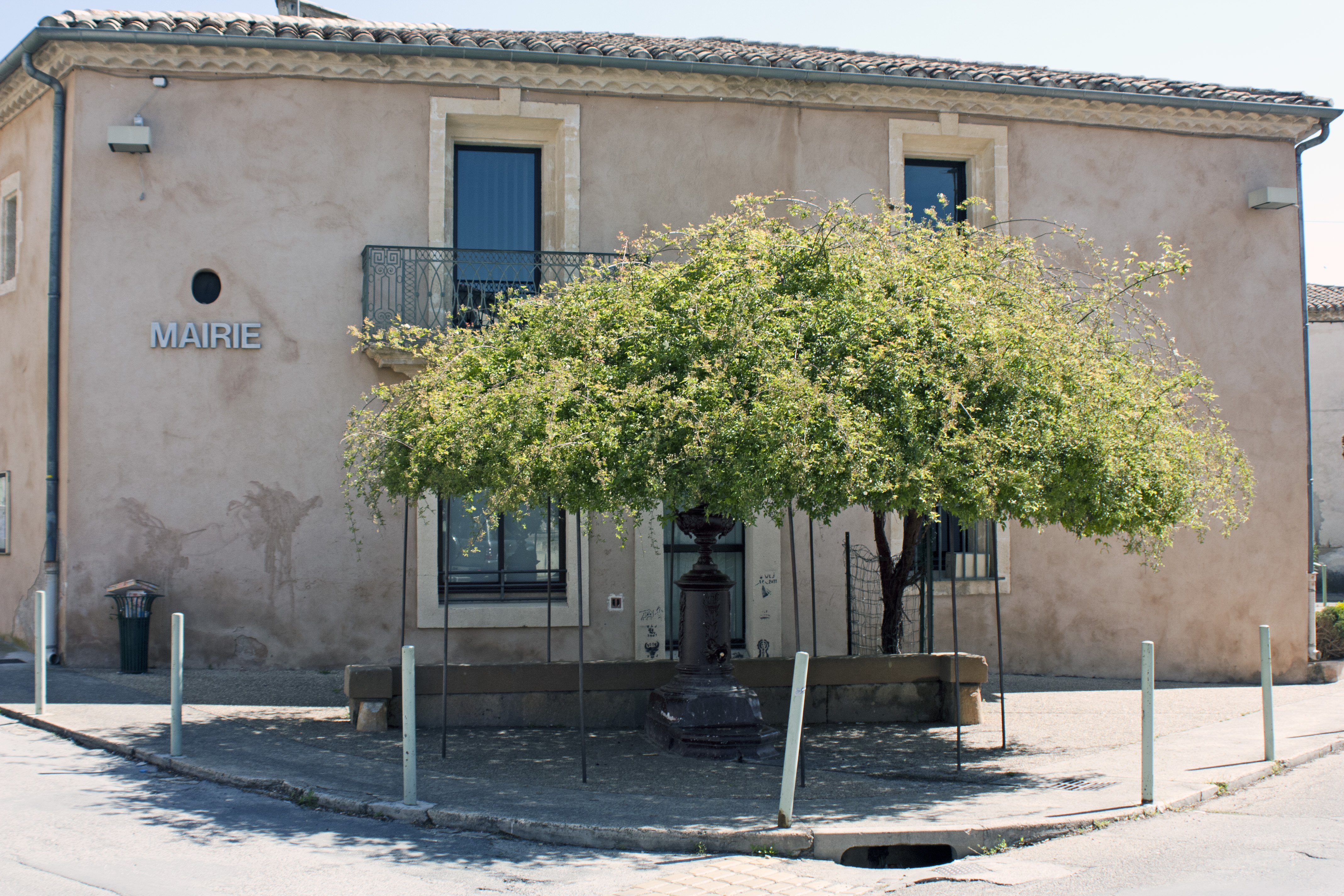
La fontaine de la Bourse
devant la mairie.

Aménagée en 1868 en canalisant l'eau de la source de la " Font-Vieille ", située 500 m à l'ouest du village, via l'avenue de la Fontaine, cette élégante borne-fontaine en fonte de fer est décorée, sur son fût, de motifs de joncs en relief et couronnée d'un vase ou pot couvert à deux anses de style Médicis à décor de rinceaux de feuilles de vigne. L'ensemble est surmonté d'une tonnelle abritant un superbe rosier banks donnant des « roses pompons » très odorantes de couleur blanche, fort pittoresque et au charme suranné.
Aujourd'hui située au pied de la nouvelle mairie, par sa position stratégique au carrefour des routes de Nîmes, Sommières, Aubais et Junas ainsi que de l'ancien chemin de Calvisson, elle a toujours été un lieu incontournable et très animé pour les Congénois depuis maintenant plus de 150 ans. Autrefois, on y discutait des prix du vin, d'où son nom. On y exposait également publiquement ses trophées de chasse jusque dans les années 1970, notamment les renards qui étaient pendus à la tonnelle. Mais aussi tout un chacun y refaisait le monde, assis sur le banc, à l'ombre de l'imposant rosier. Elle est encore aujourd'hui le lieu de rendez-vous de la jeunesse en fin de journée. Elle vient d'être restaurée en 2009 « de manière fort discutable » sous l'impulsion de la communauté de communes. Sa nouvelle sortie d'eau arbore une gargouille quelque peu « fantaisiste » qui ne saurait être le modèle d'origine. Mais surtout, après sablage, elle a été particulièrement mal repeinte et certains éléments cassés n'ont pas été restitués ; dans l'opération, le pinceau a, en plus, perdu une bonne partie de ses poils et le décor, très fin, s'est trouvé fortement empâté...

#### L’ancien moulin à vent Domergue-Bernard
Situé au sein d'un vaste enclos  (1 ha) entouré d'un mur en pierres au sommet du puech de la Fontaine (colline nommée aussi « Le Pic ») qui domine le village à l'ouest, l'ancien moulin à vent, culminant à la côte 116 mètres, aujourd'hui totalement perdu et dissimulé par la dense forêt plus que centenaire de ce massif, constituée, aujourd'hui, de pins d'Alep d'arbousier s, de buis, de laurier-tin et de coronille glauque (Coronilla valentina) de Montpellier, entre autres, fut certainement édifié à la fin du XVIIe siècle ou au tout début du XVIIIe siècle. le moulin  sera transformé à la fin du XIXe en un élégant maset, sorte de « pavillon-relais de chasse » répondant au nom évocateur de « Bellevue » (aucun arbre n'occupait le sommet de la colline et obstruait l'horizon vers 1880…). À cette occasion, la partie haute de l'édifice est écrêtée et reçoit une toiture circulaire. Le premier étage est aménagé de manière confortable et même raffinée avec cheminée, parquet et plafond mouluré à rosace centrale… On accédait à cette agréable pièce par un large escalier extérieur en pierres de taille, récemment vandalisé et cassé (comme d'ailleurs de nombreux autres éléments de ce bâtiment tombant rapidement en ruines depuis quelques années et dont l'environnement immédiat est très dégradé). L'enclos et l'ancien moulin sont devenus propriété communale à la fin des années 2010.

#### Petit patrimoine architectural
La commune possède plus de 110 capitelles (inventaire achevé de 1998 à 2001 par Loïc Vannson à la suite des travaux de l'équipe de Jacques Bérard). Appelées ici « cabanes » (cf. cabane en pierre sèche), elles sont reparties dans les pinèdes et garrigues qui couvrent aujourd'hui les collines autrefois cultivées. Il s'agit de constructions en pierre sèche régulièrement et méthodiquement agencées, le plus souvent de formes circulaire, carrée ou rectangulaire, surmontées d'un toit en dôme d'éboulis de pierres ou couvertes de grandes lauzes (deux comportent même plusieurs pièces comme cela est le cas au sommet du Puech du Pendu). La légère inclinaison des pierres vers l'extérieur est très importante car cette technique permet l'étanchéité des capitelles. Certaines sont remarquables, telles la « cabane de Marignan » « de Maurin » ou encore la « cabane du Bleu » qui porte à son sommet une couverture  couronnée d'iris. Cette dernière est visible sur la colline de Laurisset, surplombant le village au nord, où d'ailleurs un sentier d'interprétation paysagère de la garrigue, dit « Garrigue gourmande », a été aménagé au sein de la combe de Biol où se trouve un arborétum. Une autre, encore plus originale, construite au début du XXe siècle dans les garrigues au sud de la commune, par un personnage digne du facteur Cheval, possède un grand dôme maçonné en forme de pain de sucre dont la couverture est ornée de galets de couleur ocre disposés en épis, de morceaux de marbre et surtout d'anciens culs de bouteilles qui formaient des croix qui lui ont donné le nom de « cabane de verre ». Le tout étant surmonté, à l'origine, d'un cadran solaire et d'une grande girouette. Cet édifice remarquable se trouve malheureusement en état de grand péril imminent.
Ce n'est d'ailleurs pas ici la seule « excentricité » architecturale que l'on peut rencontrer à Congénies. Sur le parcours du sentier d'interprétation botanique on rencontre, à un carrefour, le « maset de Daniel Lebrun » qui pendant des années, a sculpté et mis en scène des pierres de toutes formes, toutes tailles, plantées directement dans le sol, sur des murets ou accrochées aux arbres, formant l'évocation surréaliste d'un étonnant bestiaire pétrifié...
Le village possède également des quartiers anciens pittoresques tels celui du Fort et les abords de l'église, "la promenade" ombragée de ses platanes centenaires ou encore les rues tortueuses aux façades typiques de la Portalade et son arche du milieu du XVIIIe siècle, la placette des tonneliers et la Vermeillade.

### Édifices religieux

#### Église Notre-Dame-et-Saint-André

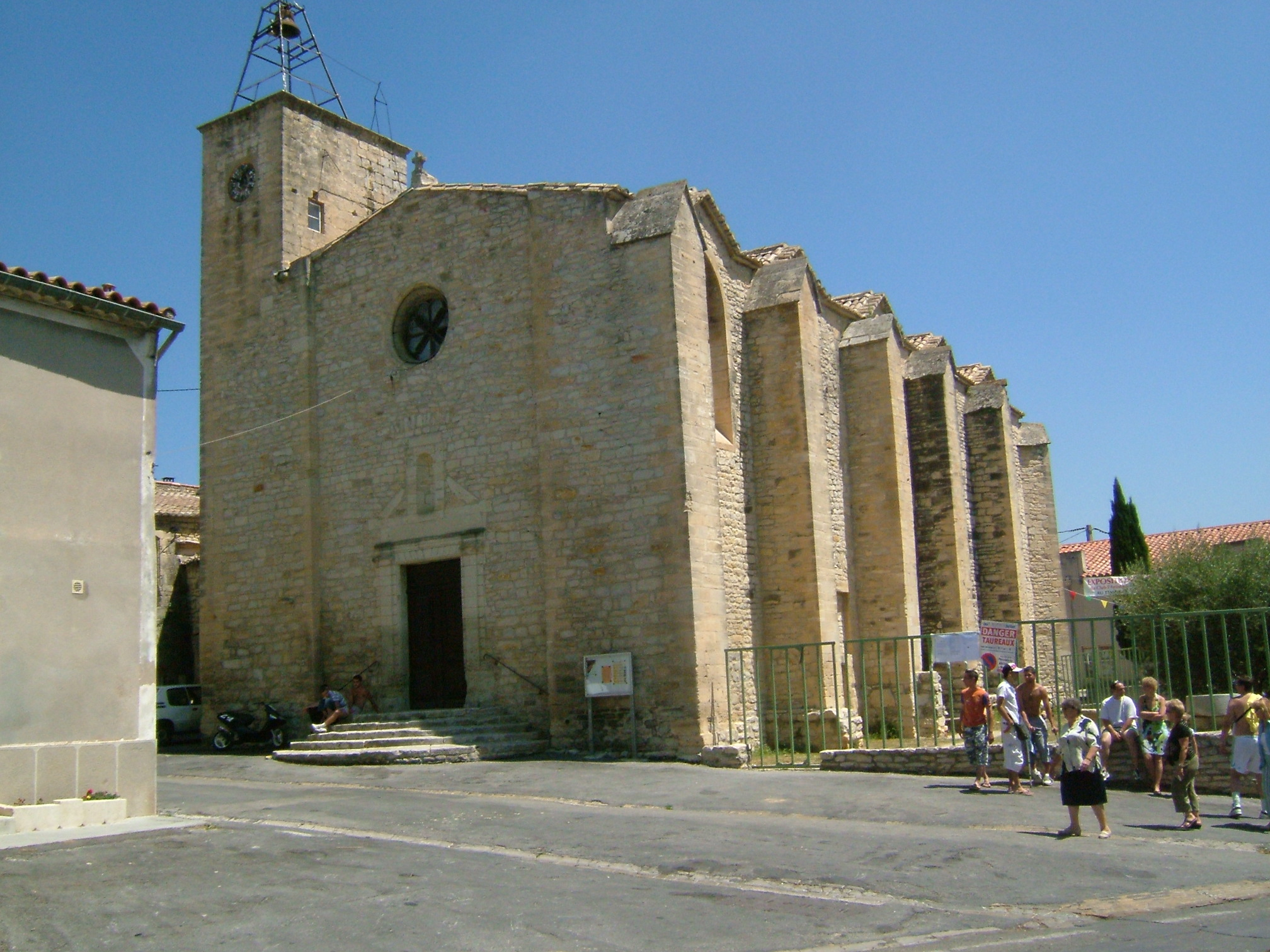
Église Notre-Dame et Saint-André de Congénies.

Monument mentionné pour la première fois en 1156 dans une bulle du pape Adrien IV mais dont la construction parait plus ancienne ainsi que l'atteste la présence d'une pierre décorée d'un entrelacs d'époque carolingienne (VIIIe siècle-Xe siècle). À l'origine désignée sous l'appellation Sainte-Marie de Congénies, elle évolue vers Notre-Dame de Congénies au cours des XIXe et XXe siècles. Actuellement[Quand ?], on lui associe volontiers le double vocable de Notre-Dame-et-Saint-André en hommage à la seconde paroisse ayant existé sur la commune, saint André étant le patron de la paroisse. L'édifice a été inscrit au titre des monuments historiques en 1949.

#### Le temple protestant de l’Église réformée de France

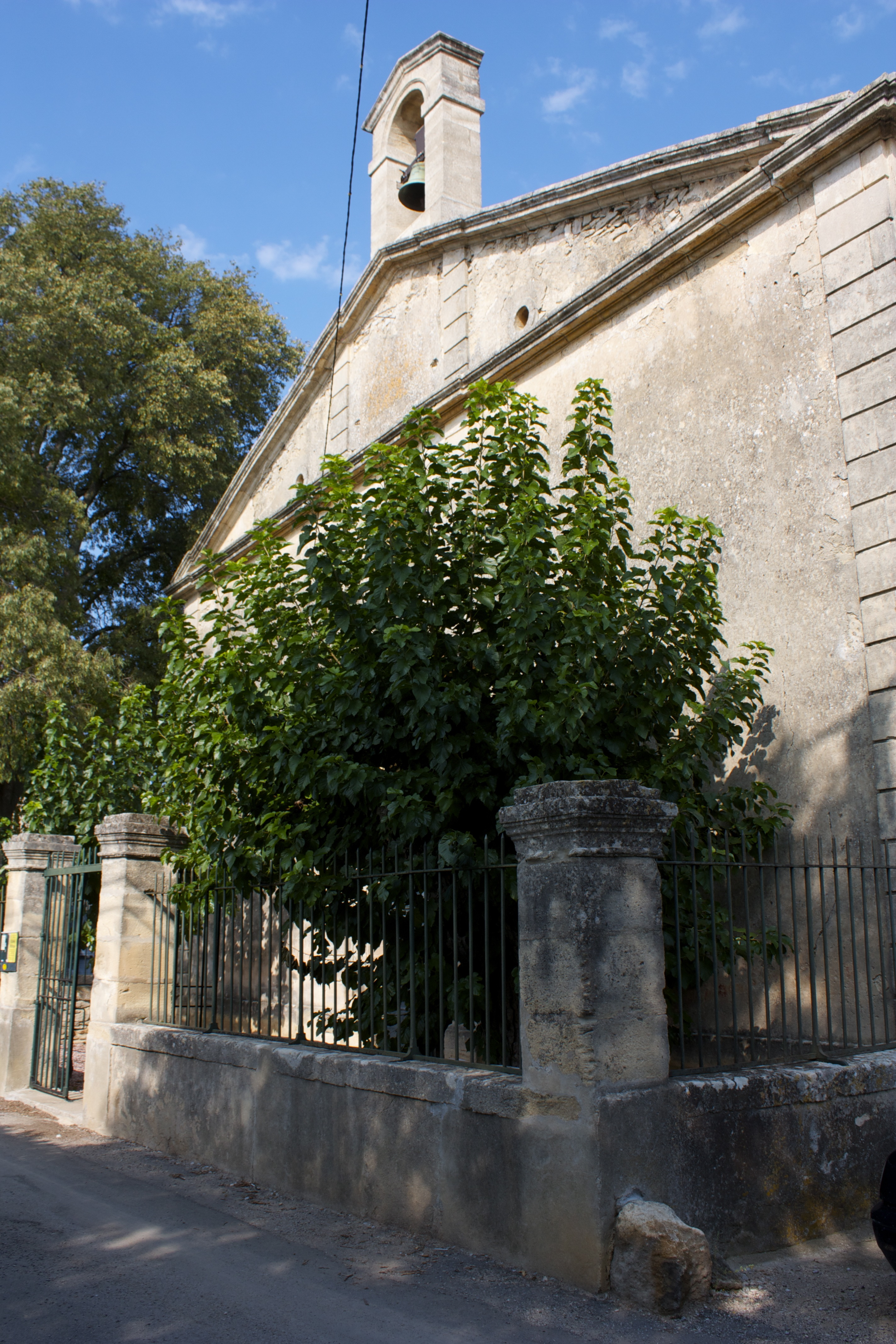
Le temple réformé de Congénies.

Par sa taille imposante, plus de 250 m2 au sol, ce bâtiment de style néoclassique très sobre, fut édifié entre 1817 et 1818 sur un terrain acquis et mis à disposition pour la communauté protestante par le maire de l'époque Jean Guérin. Il a été construit par souscription et même participation physique des paroissiens (comme de nombreux autres temples alentours). Il demeure le témoin de la présence protestante jadis très forte à Congénies. À noter qu'il est le premier temple à avoir été reconstruit en Vaunage après les lois concordataires du Premier Empire. Jean Guérin, à partir de 1824, souhaita que ce temple devienne propriété communale, ce qui fut fait via demande auprès du ministre des cultes et du roi Louis Philippe ainsi que du préfet par devant un notaire de Calvisson en 1825. À condition, évidemment que le temple garde sa fonction première. Si les archives sont vérifiées, il s'agirait, ici, d'un exemple étonnant et très en avance sur son temps...

#### Lamaison d'assembléequaker
Unique exemple en France de l'installation d'une communauté quaker à la fin du XVIIIe siècle (fondation officielle du mouvement en mai 1788), l'édifice cultuel est construit de 1821 à 1822 grâce au legs d'un quaker américain. Il possède un large fronton triangulaire néo-classique à corniches surmontant sa façade et un encadrement de porte à bossage. Le « temple quaker », comme on le nomme à Congénies, restera en fonction jusqu'en 1907. Il pouvait accueillir jusqu'à 175 personnes. Un cimetière est aménagé dans le jardin à l'arrière ; de simples stèles sont plantées dans la terre sur le modèle anglo-saxon ; elles sont anonymes comme le veut l'humilité des quakers. Au cours du XXe siècle, sous la Première Guerre mondiale, l'édifice est transformé, un temps, en hôpital militaire, puis devient simple maison d'habitation secondaire pour des Anglais dans les années 1950. Le cimetière, quant à lui, est fortement endommagé lors de l'occupation allemande durant la Seconde Guerre mondiale (stockage de munitions dans le sol par la Wehrmacht) mais restitué dans les années 1950. Depuis 2003, le lieu a retrouvé in extremis sa vocation, grâce à l'installation, dans le village depuis quelques années, d'un nouveau groupe quaker anglais et le rachat de la maison d'assemblée avec le concours des mouvements quakers anglais et français. L'édifice se prête désormais à l'organisation de cultes, rencontres, séminaires et conférences divers.

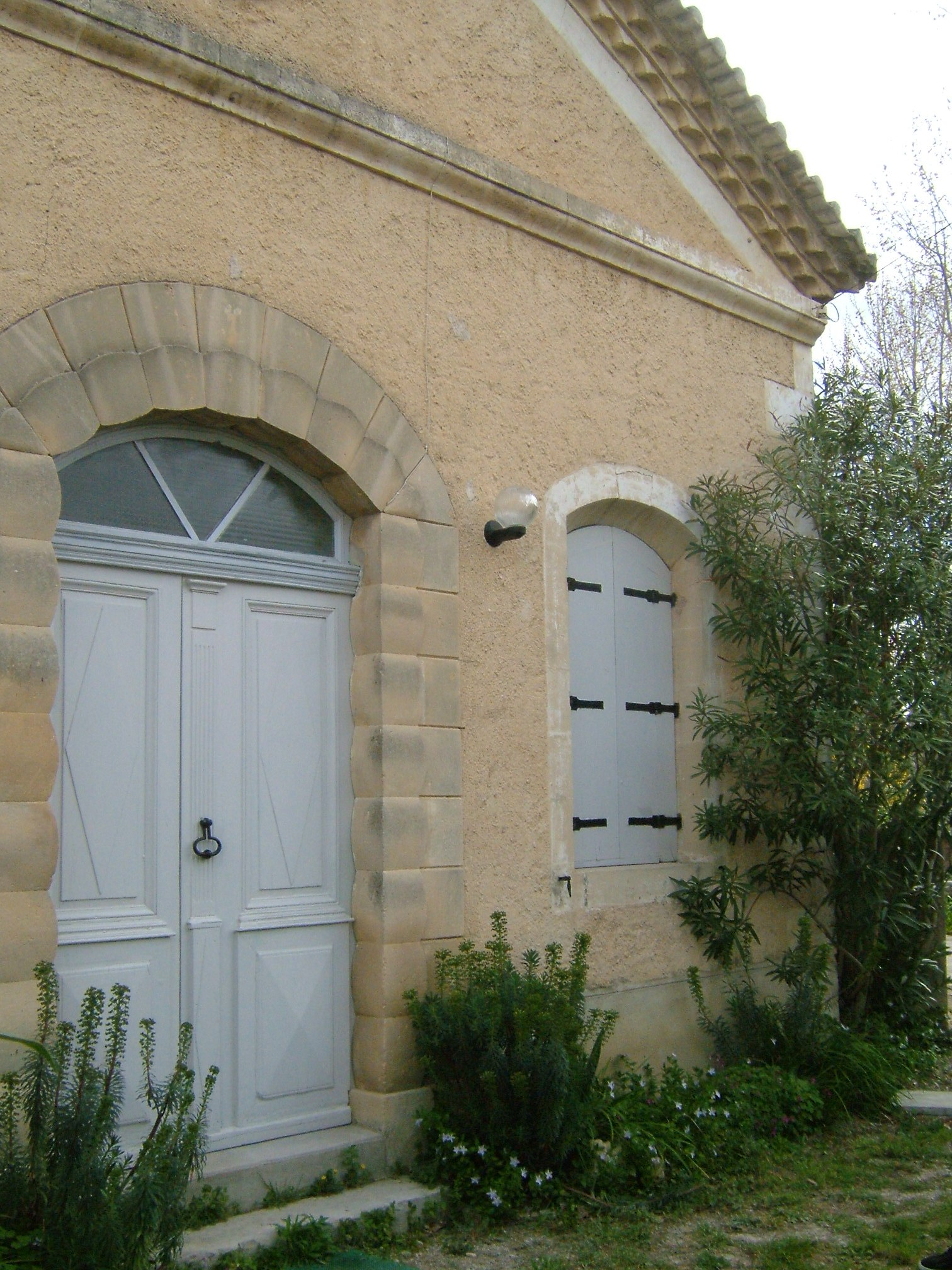
Maison d'assemblée quaker.
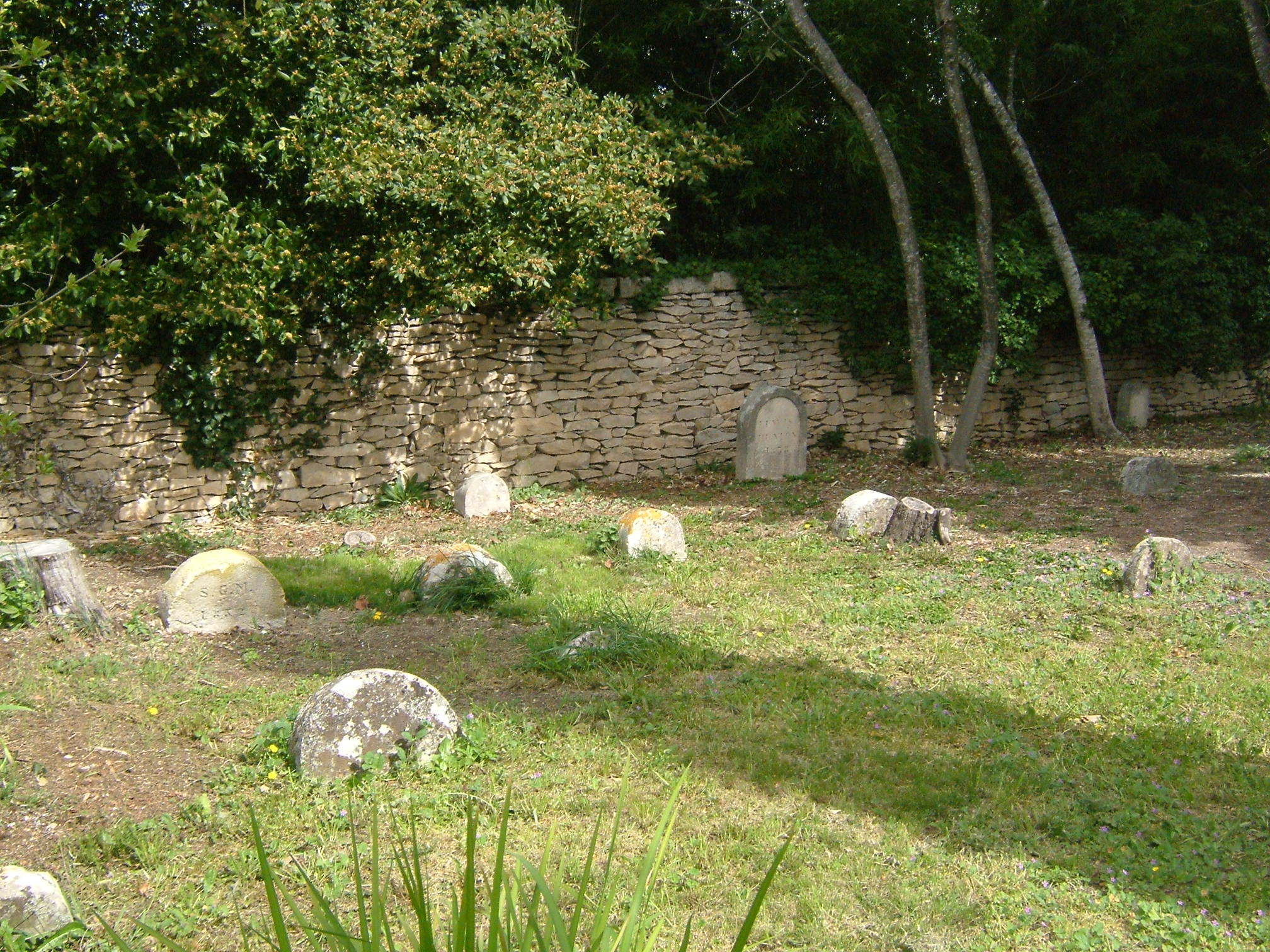
Le cimetière quaker.

#### L’ancienne chapelle méthodiste
Le XIXe siècle a vu également l'implantation d'une forte communauté méthodiste dès les années 1820 sous l'impulsion de Charles Cook, missionnaire anglais qui parcourait la région et qui officiait alors, notamment, du haut de l’ancienne chaire du temple de Congénies. La décision d'édifier un lieu de culte méthodiste n'est cependant prise qu'à la fin du Second Empire, pour Pâques 1869 et l'inauguration de « La Chapelle » a lieu en septembre 1870 au fond d'un parc bordant l'avenue de la Fontaine, à environ 100 mètres de l'église. Ce bâtiment, bien que de taille plus modeste, ressemblait dans sa physionomie générale au temple protestant. Elle était l'une des plus importantes du Gard. Sur sa façade principale, surmontée d'un fronton triangulaire, mais sans clocher, se trouvait une pierre gravée d'une Bible ouverte, encadrée de deux larges baies en plein cintre. Des baies similaires, au nombre de deux pour chaque côté, éclairaient les faces latérales de l'édifice. Son aménagement intérieur était simple, constitué de rangées de bancs en bois et d'une estrade sur le fond. La chapelle, élément indéniable du patrimoine historique cultuel riche de la commune, fut hélas démolie en 1968. La raison évoquée aujourd'hui est un manque d'entretien général, notamment en ce qui concerne la toiture et surtout sa charpente, faute de moyens...

#### Traces d'une ancienne église disparue
Déjà indiquée en ruines sur la « Carte Cassini » de 1787 (comme pour Saint-André), une troisième église ou chapelle dédiée à saint Martin existait au sein du quartier cadastral dénommé « Saint-Martin », à la pointe sud-est de la commune, non loin de la motte féodale de Livières située en bordure du « chemin de Calvisson à Aigues-Vives ». Les textes l'évoquant sont très rares, un seul fait état du bâtiment comme rattaché à Livières, mais sans plus de localisation si ce n'est que cette église, contrairement à une idée longtemps entretenue, ne se situait pas à Livières « intra muros »...

### Patrimoine naturel
La végétation rencontrée sur la commune est typiquement méditerranéenne. Elle est répartie sur deux zones : les collines composées de pinèdes et de garrigues, puis la plaine ; inventaire Loïc Vannson avec la société des sciences naturelles du Gard (muséum de Nîmes ; 2004).

#### Arbres présents sur le secteur des collines calcaires
- pins d'Alep ;
- pin parasol ou pignon ;
- quelques rares exemplaires de pins maritimes sur le puech de Ninarde et Fourque du Porc ;
- chêne vert ou yeuse souvent accompagné, en sous-bois, de l'inextricable salsepareille, quelquefois de lierre rampant dans les endroits plus humides ou encore de l'asperge sauvage et de la garance, particulièrement « coupante » et du fragon ;
- quelques chênes blancs ou rouvres dans les endroits les plus humides, notamment les combes ;
- diverses variétés de cyprès tel ceux de Provence, au port soit pyramidal soit étalé, de Florence, plus élancés ou encore le cyprès bleuté de l'Arizona, souvent issus de replantations. De même pour le cèdre de l'Atlas dont la croissance est cependant fortement contrariée par la pauvreté et le manque de profondeur des sols particulièrement empierrés tout comme l'érable de Montpellier.

#### Arbustes, arbrisseaux et plantes diverses des collines
- l'arbousier ;
- le cade ;
- le chêne kermès (dans les lieux les plus dégradés) tout comme le genêt scorpion, l'euphorbe des garrigues ou encore la pelouse du brachypode rameux, ancienne herbe des pâturages souvent accompagnée de touffes d'Aphyllanthe de Montpellier aux superbes petites fleurs bleutées en mai-juin ;
- des oliviers le plus souvent abandonnés sur les anciennes terrasses, faïsse ou bancels ;
- Des lauriers sauce, la plupart du temps le long ou au sein d'anciennes murailles de pierre sèche ;
- le figuier, lui aussi souvent sur des murs ou à proximité de points d'eau, dans les anciennes combes ;
- le buis, surtout présent sur les versants nord ou au sein du vaste massif du Puech de la Fontaine, en sous bois, tout comme le fragon, le laurier-tin ou encore la coronille glauque (quelques petites fougères peuvent y être également rencontrées) et surtout de nombreuses espèces de mousses et lichens ;
- sur les terrains plus secs on trouve également différentes variétés de cistes dont le ciste cotonneux à fleurs roses qui ressemblent à du papier crespon ou encore le ciste blanc de Montpellier à feuille de sauge. Présence également du chèvrefeuille des Baléares, de l'églantier, plus rarement du pistachier térébinthe ou encore de la daphnée ;
- dans de nombreuses combes plus humides abandonnées par les agriculteurs, comme la combe de Biol, outre les anciens oliviers, on peut rencontrer des petits pruniers ainsi que des cerisiers sauvages, quelques sorbiers ou le sumac des corroyeurs, l'azerolier et de rares micocouliers et jujubiers rachitiques ainsi que quelques iris sauvages ;
- les petites plantes grasses sont aussi représentées dont le sédum et de nombreuses variétés de salades sauvages. Il y a aussi de nombreuses petites orchidées sauvages protégées qui apparaissent souvent entre mars et mai.

Au chapitre des plantes aromatiques, on n'oubliera pas le thym, le romarin, la lavande ou de la lavande aspic, quelques rares plants d'origan et bien sûr, le laurier sauce.
On notera également la présence étonnante de deux anciennes souches de châtaigniers qui produisent de nombreux rejets sur le puech de Villeneuve au sud de la commune.
- Bas de pentes

On y retrouve les traditionnelles olivettes (ou oliveraies) parfois mélangées à la vigne avec quelques amandiers. Présence aussi de l'arbre de Judée et toujours du laurier sauce accompagné, çà et là, de figuiers dont les plus beaux spécimens qui peuvent atteindre 7 à 8 mètres de haut et couvrent plus de 80 m2 se trouvent néanmoins au cœur du village, souvent à proximité de puits, notamment rue de La Portalade ainsi que des grenadiers.
- La plaine

Outre les cultures agricoles (vignes, céréales, oliviers, asperges, quelques arbres fruitiers), on note la présence, le plus souvent le long des ruisseaux, valats et fossés humides, du frêne, de quelques tamaris, du roseau et de la ronce particulièrement envahissants, de la massette à larges feuilles qui produit des sortes de « tubes » de couleur marron très appréciés pour leur valeur décorative (souvent confondue avec le jonc) et parfois de l'iris jaune d'eau (le plus souvent le long du ruisseau de Tourel). D'autres espèces, notamment les arbres de berges, deviennent de plus en plus rares sur la commune comme le peuplier d'Italie, le peuplier blanc, le bouleau argenté de Russie et le saule. Quant au fameux mûrier blanc, autrefois planté le long des chemins, dont les feuilles nourrissaient les vers à soie, il a pratiquement disparu du paysage agricole.
Enfin, le long de l'ancienne voie ferrée, actuelle Voie verte, outre les récentes plantations de mûrier-platane, de cerisier à fleurs (espèce ornementale des jardins fort peu adaptée à la sécheresse estivale), de quelques pins d'Alep, micocouliers et chênes blancs, on remarque surtout la présence timide et fragile de quelques ormeaux et surtout, sur les remblais, de l'acacia et du genêt d'Espagne.
La commune a la chance de posséder d'anciens parcs privés dont celui dit de "Bel'Ombre"- "Majolier Jaulmes" (à l'origine 2,5 ha) qui abrite une espèce très rare en plaine méditerranéenne de faux cyprès pleureur de Nootka (chameacyparis nootkatensis) originaire de la côte nord de la Californie (région de Vancouver) dont un seul exemplaire existerait dans le massif de l'Aigoual. Ces parcs possèdent de nombreux cèdres du Liban, conifères en tous genres, dont des sapins d'Espagne et des pins parasols remarquables, etc.
Notons que la commune est particulièrement exposée aux risques d'incendies, notamment au sein de ses vastes zones de pinèdes parfois urbanisées (Puech de Ninarde). Depuis le grand feu du 30 juillet 1983 (précédé par celui non moins catastrophique du 2 août 1959) qui ravagea plus de 200 ha au nord du village (soit près du quart de la superficie de la commune !), de nombreux dispositifs ont été progressivement mis en place avec, notamment, la création de pistes DFCI (de défense des forêts contre l'incendie), de zones coupe-feux assez larges avec éclaircissements de végétation, la mise en place de citernes, une surveillance accrue durant les périodes à risques, etc. De nouvelles lois plus strictes en matière de débroussaillement à proximité des habitations sont également appliquées afin de diminuer encore davantage les conséquences de tels événements qui peuvent être dramatiques.

### Personnalités liées à la commune
- Guillaume de Nogaret (vers 1260-1313) ; dont les descendants seront les seigneurs de Congénies jusqu'à la Révolution (l'avant-dernier seigneur, Anne Joseph a, d'ailleurs, parrainé l'actuelle cloche de l'église de Congénies en 1759 et il s'agit, à notre connaissance (inventaire DRAC), de la seule cloche en Languedoc (sur toute la province de Languedoc d'Ancien Régime) à porter le nom de cette illustre famille, d'où son intérêt historique évident ; procédure de classement aux Monuments Historiques depuis juin 2012).
- Elizabeth Fry (1780-1845) : Quaker anglaise, haute personnalité anglaise, considérée comme l'une des premières réformatrices des conditions de détentions en Angleterre puis en Europe dans les prisons dont elle s'était fortement émue, elle fit étape à Congénies dans les années 1830 afin de rendre visite à la communauté quaker de ce petit village du Sud de la France.
- Charles Cook (1787-1858) : Pasteur méthodiste qui a vécu à Congénies dans les années 1820/1830. Il est à l'origine de l'implantation du méthodisme en France et en Suisse romande. Son influence auprès de la communauté protestante de Congénies sera considérable puisque l'une des plus importantes chapelle méthodiste de la région sera édifiée dans le village en 1869.
- Paulin d'Anglas de Praviel (1793-1872) est l'un des survivants du terrible naufrage de la frégate La Méduse sous la Restauration en 1816. Le célèbre peintre Géricault immortalisera la scène de certains rescapés entassés sur le fameux Radeau de la Méduse. Paulin Étienne d'Anglas terminera ses jours à Congénies en compagnie de sa femme en tenant un bureau de tabac et habitera le mas situé en contrebas de la source de Font-Vieille et de la villa du même nom ou « villa Farel » devant les anciens lavoirs. Il est inhumé à Aimargues dont il était originaire.
- Christine Majolier-Alsop (1804-1879), première femme française connue à devenir pasteur quaker en Angleterre[52], est née le 10 messidor an XII (29 juin 1804) à Congénies[53].
- Gustave Louis Jaulmes (1873-1959) est un peintre décorateur, dont la famille était originaire de Congénies. Il a joué un rôle important dans les arts décoratifs français tout au long de la première moitié du XXe siècle. Il a participé au décor de nombreux hôtels de luxe, notamment du côté du lac Léman, de la région parisienne, ainsi qu'à la célèbre villa Kérylos.
- Edmond Vermeil (1878-1964) : germaniste français de la première moitié du XXe siècle, qui, entre autres, a dénoncé dans ses nombreux ouvrages la montée des nationalismes européens dans les années 1920/30, particulièrement en Allemagne. Tombé dans l'oubli en France mais très reconnu en Allemagne, il a fait l'objet d'un colloque international à Congénies et à Nîmes en octobre 2011.
- Aimé Daniel Rabinel (1885-1987) : docteur en droit, haut fonctionnaire au ministère des Finances, il s'intéresse, notamment, à l'histoire du protestantisme ; il publie, entre autres, en 1969  La Tragique Aventure de Roux de Marcilly, un récit passionnant d'un épisode se déroulant durant les guerres de Religion.
- Éric Jaulmes (1913-2001) – Fils d'Élie Jaulmes, agriculteur à Congénies, devient ingénieur et directeur technique de Motobécane, où il est considéré comme « le père de la Mobylette » (produite à 14 millions d'exemplaires). Il a également réalisé de nombreux prototypes.
- Claude Vermeil (1924-2014), médecin, premier titulaire de la chaire de parasitologie et médecine exotique à la faculté de médecine de Nantes, président d'honneur de la Société de pathologie exotique, auteur du livre « Médecins nantais en Outre-mer (1962-1985) » ('Harmattan, 2002,  (ISBN 9782296760950)).
- Jean-Marc Roger (1949-2011) : historien de Congénies de la Vaunage et du Gard en général depuis le début des années 1970 (première parution de la revue « Congénies en Vaunage » en 1975), professeur de sciences économiques et sociales ayant mené de nombreuses enquêtes ethnologiques sur la Vaunage, spécialiste reconnu en archéologie préhistorique locale en Languedoc oriental (nombre de ses objets découverts lors des fouilles sont exposés au musée de Nîmes), fondateur de l'association Maurice Aliger en 1994, membre de l'École Antique de Nîmes, il a été, durant l'année 2010, président de l'Académie de Nîmes.
- Adrien Jaulmes (1970-…) - Petit-neveu d'Éric Jaulmes, grand reporter, lauréat du prix Albert-Londres.